# Konstantin Fjodorowitsch Kracht

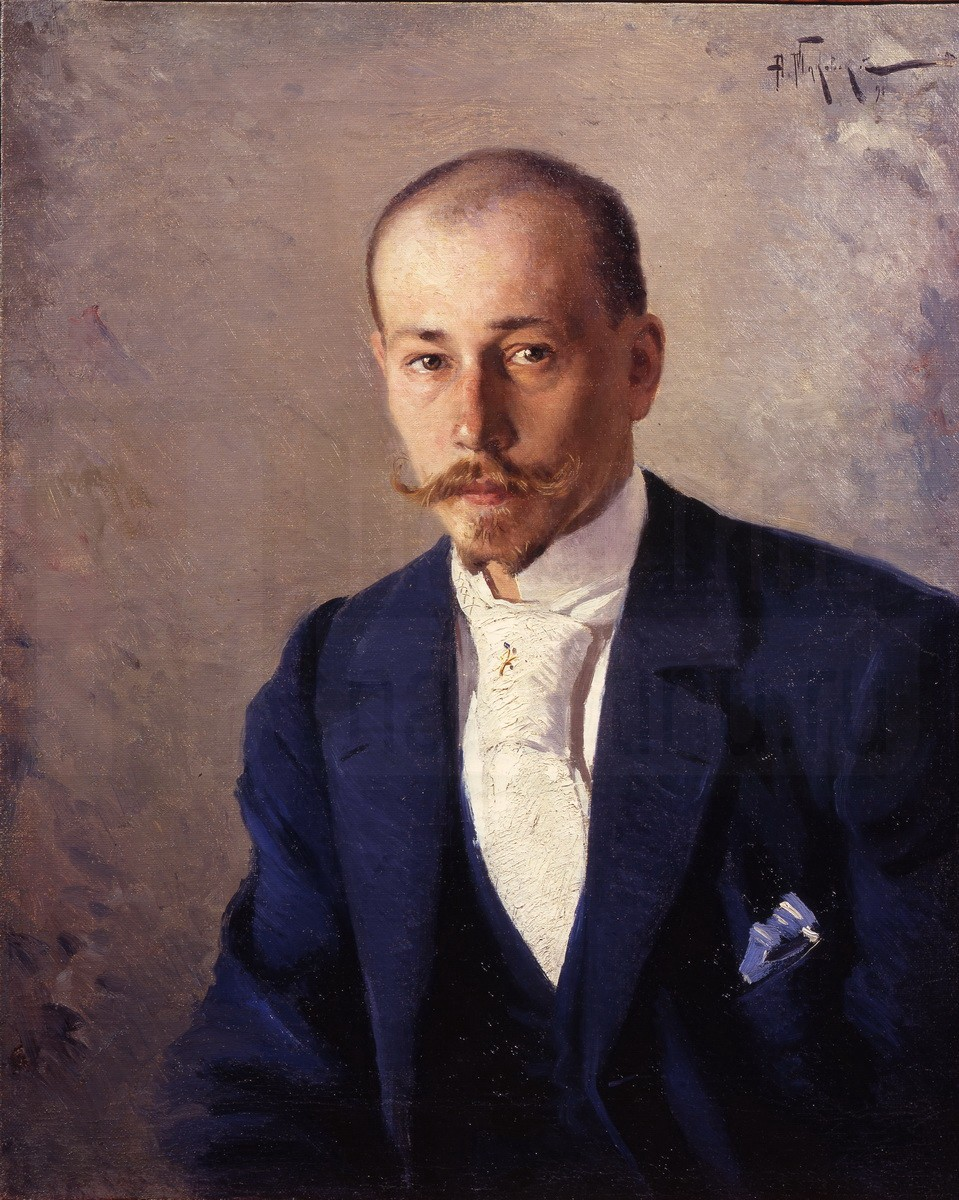
Konstantin Fjodorowitsch Kracht (Alexander Makowski, 1900, Kunstmuseum Tomsk)

Konstantin Fjodorowitsch Kracht (russisch Константин Фёдорович Крахт; * 12. Apriljul. / 24. April 1868greg. in Wladimir; † 1919 in Moskau) war ein russischer Bildhauer.

## Leben
Die Familie Kracht stammte aus den Niederlanden. Kracht war der mittlere Sohn des Juristen Fjodor Fjodorowitsch Kracht. Gemäß dem Vater studierte er Jura an der Kaiserlichen Universität Moskau und arbeitete dann als Jurist.

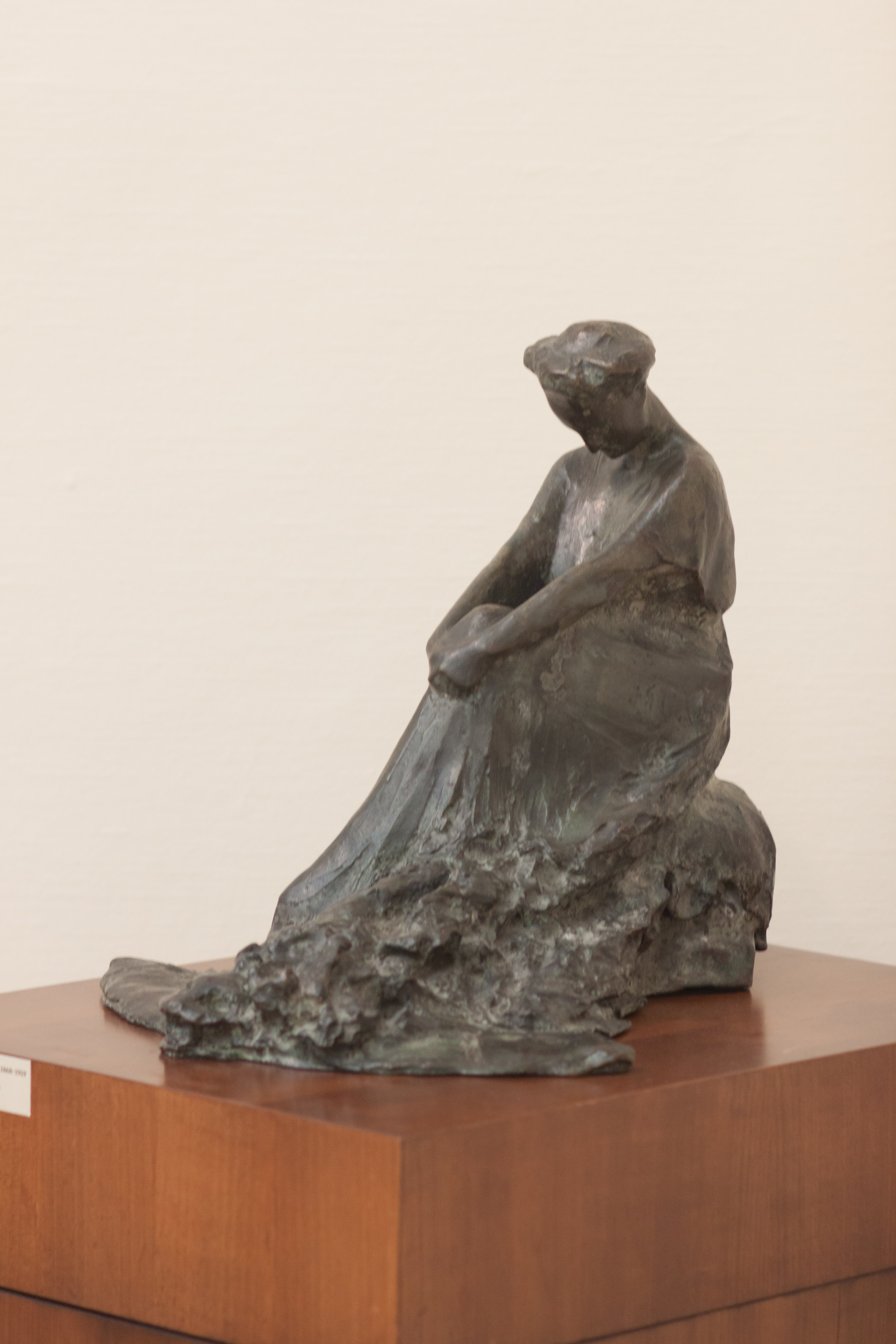
Margarita Morosowa (1905, Tretjakow-Galerie)

Nach einigen Jahren gab Kracht die Juristentätigkeit auf und wurde Bildhauer. Beeinflusst wurde er dabei von der Familie des Malers und Peredwischniks Wladimir Makowski, dessen Sohn Alexander Makowski Krachts Porträt malte. 1901 ging Kracht nach Paris und studierte bei Naum Aronson und Constantin Meunier. Er schuf Skulpturen der Kunstsammlerin Margarita Morosowa (1905) und der Modedesignerin Nadeschda Lamanowa (1906). 1907 kehrte er nach Russland zurück.
Kracht begeisterte sich für die Moderne, um sich schließlich dem Symbolismus zuzuwenden. 1907–1910 nahm er an allen Ausstellungen in Moskau, St. Petersburg und Paris sowie an allen Ausstellungen der Moskauer Künstler-Genossenschaft teil. 1908–1911 schuf er die Skulptur Schwester Beatrice für  ein Denkmalprojekt für die Schauspielerin Wera Komissarschewskaja sowie 1911 eine Büste Charles Baudelaires.
In Krachts Atelier traf sich der Künstler-Kreis Kleiner Musagetes der Schriftsteller und Künstler des Musagetes-Verlags, zu dem Andrei Bely, Boris Pasternak, Waleri Brjussow, Marina Zwetajewa, Nikolai Assejew, Wladimir Makowski, Konstantin Makowski, Alexei Sidorow, Sergei Durylin und Dmitri Nedowitsch gehörten. Dort gab es Konzerte und Theateraufführungen mit Dekorationen von Natalija Gontscharowa. Auch trat Ida Rubinstein auf.
Während des Ersten Weltkriegs diente Kracht in der Artillerie der Kaiserlich Russischen Armee. Nach der Oktoberrevolution lehrte Kracht 1918 in den Höheren Künstlerisch-Technischen Werkstätten in Moskau. Im selben Jahr gründete er die Moskauer Gewerkschaft der Bildhauer und Künstler und war ihr erster Vorsitzender. Im Rahmen des Lenin-Plans der Monumental-Propaganda erhielt Kracht die Möglichkeit, Denkmäler für Stenka Rasin (auf den Sperlingsbergen) und Lew Tolstoi (auf dem Dewitschje Pole nördlich des Nowodewitschi-Klosters) zu errichten, was durch seinen frühen Tod verhindert wurde.
Kracht war mit der Schauspielerin Sofja Petrowna Lamanowa (Bühnenname Posdnjakowa) verheiratet, die die jüngere Schwester Nadeschda Lamanowas war. Sie hatten drei Kinder. Roman Konstantinowitsch (1899–1958) war Cellist am Bolschoi-Theater. Wladimir Konstantinowitsch (1904–1972) war Dramaturg und Mitglied des Schriftstellerverbands der UdSSR. Nadeschda Konstantinowna (1905–1987) war Mitarbeiterin der Allrussischen Theatergesellschaft.
Kracht starb 1919 in Moskau und wurde auf dem Wwedenskoje-Friedhof begraben.